# Paix d'Amboise

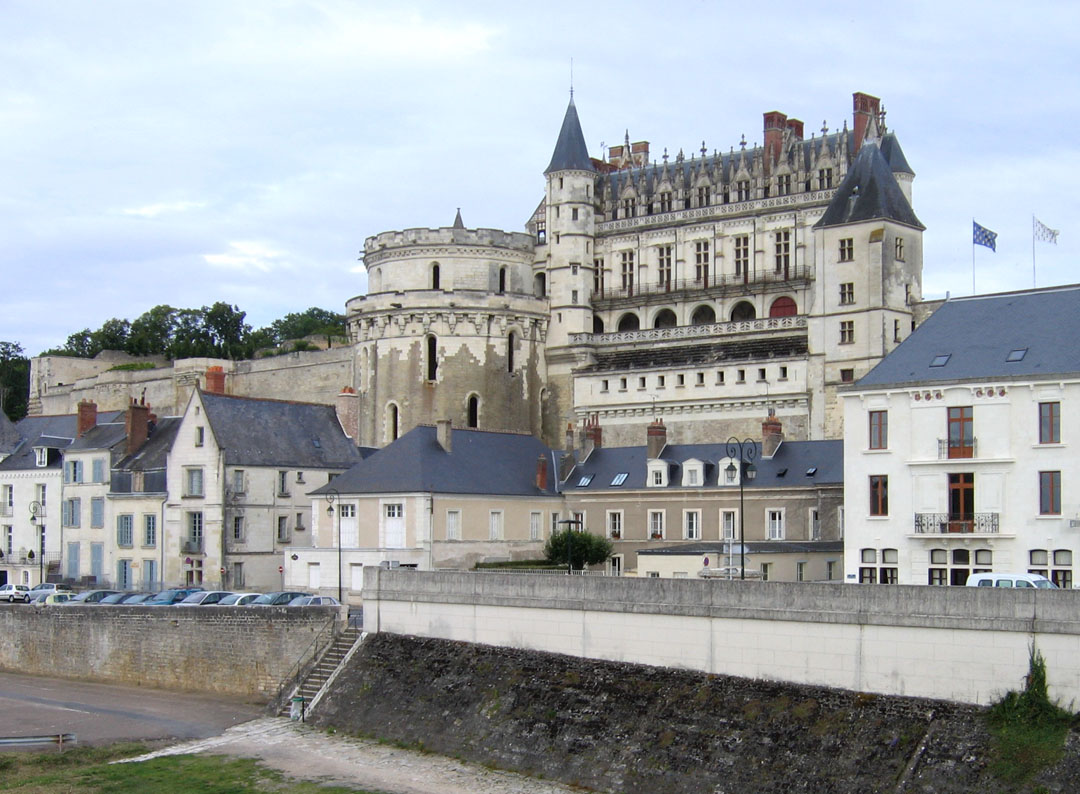
Le château d'Amboise, où a été signé l'édit par la reine mère Catherine de Médicis.

La paix d'Amboise, ou édit d'Amboise, est un traité de paix signé le 19 mars 1563 par le roi Charles IX pour mettre fin à la guerre de religion opposant le prince de Condé, chef des protestants, et Anne de Montmorency, chef de l'armée catholique.

## Contexte
L'édit d'Amboise fait partie des nombreux édits de pacification avec les protestants, qui ont ponctué la période des guerres de religion 1562-1598, finie par l'édit de Nantes. Tous les textes qui ont légiféré sur le statut des réformés, dont celui d'Amboise, ont la particularité de n'avoir pas duré longtemps, contrairement à celui de Nantes qui a duré près d'un siècle (1598-1685).
L'édit d'Amboise, comme ceux qui l'ont suivi, a été signé pour mettre fin à une guerre contre les protestants. Il a été pris pendant la minorité du roi Charles IX par la reine mère Catherine de Médicis.

## Détails du traité
Signé à Amboise en mars 1563, il confirme la liberté de conscience accordée par l'édit de janvier 1562, accorde l'amnistie aux partisans du prince de Condé, mais restreint l'exercice du culte protestant en dehors des villes et sur les terres de certains seigneurs.
Si elle marque la fin de la première guerre de Religion, cette paix n'est que peu durable, puisque les affrontements reprennent quatre ans plus tard.